# Synagoge Simon en Lina Haïm
De Synagoge Simon en Lina Haïm is een voormalige synagoge van de Sefardische Joden die zich bevond aan de Paviljoenstraat 47 te Schaarbeek.

## Gebouw
De synagoge werd in 1962 besteld en opgeleverd in 1966 bij architect Remy Van der Looven. Simon en Lina Haïm hebben de bouw financieel mogelijk gemaakt.
Van belang was de zijgevel, waar in gewapend beton een wand werd uitgevoerd met een compositie die op de Davidsster is gebaseerd.
Het gebouw staat op de inventaris van bouwkundig erfgoed van het Brussels Hoofdstedelijk Gewest, maar is niet beschermd.

## Beeldmateriaal
Beeldmateriaal uit de tijd dat het gebouw als synagoge werd gebruikt is beschikbaar in de verkoopsadvertentie, en op de website van het Centraal Israëlitisch Consistorie van België.

## Verkoop
Door een verandering in de demografie van de buurt werd in 2015 besloten het gebouw te verkopen. Eind 2016 behoorde het gebouw niet meer tot de joodse gemeenschap.

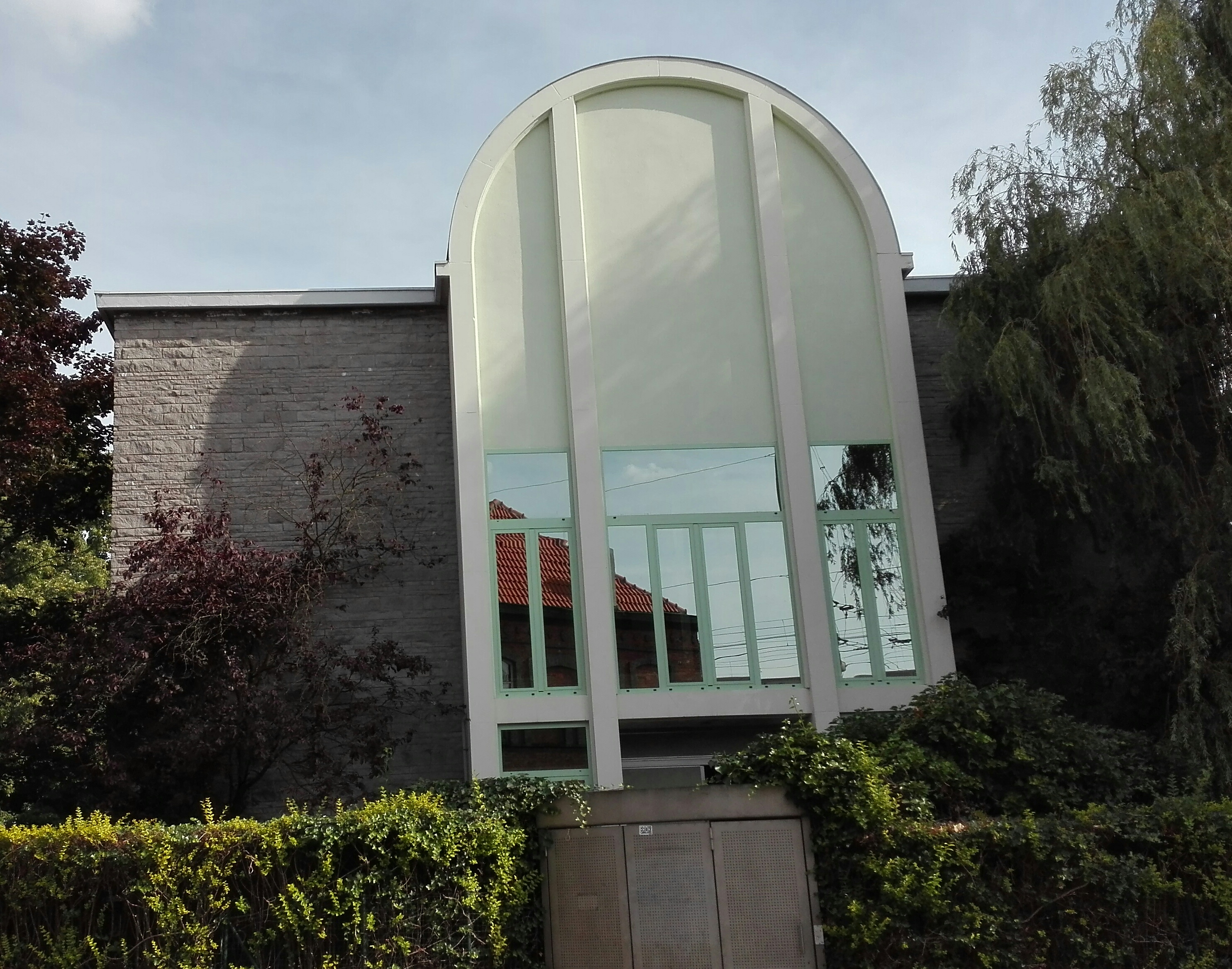
Synagoge Paviljoenstraat Schaarbeek verkocht en verbouwd